# Christophe Dupouey
Christophe Dupouey (Tarbes, 8 augustus 1968 – aldaar, 4 februari 2009) was een Frans veldrijder en mountainbiker.
Dupoueys loopbaan ving aan bij het wereldkampioenschap veldrijden voor militairen van 1989, waar hij tweede werd. In 1995 nam hij voor de eerste maal deel aan het wereldkampioenschap mountainbike. In 1996 en 1998 werd hij Europees kampioen in deze discipline. Op de Olympische Zomerspelen 1996 in Atlanta was mountainbike voor het eerst een olympische discipline. Dupouey eindigde als vierde in deze race. In 1998 werd hij wereldkampioen mountainbike. Dupouey werd in 2006 veroordeeld tot drie maanden gevangenisstraf vanwege een dopingaffaire. Hij had een fietsenverhuurbedrijf in Frankrijk, maar was depressief en pleegde begin februari 2009 op veertigjarige leeftijd zelfmoord.

## Overwinningen
| Seizoen | Wereldbeker                                  | Kampioenschappen | Overige                                   | Totaal aantal zeges |
| ------- | -------------------------------------------- | ---------------- | ----------------------------------------- | ------------------- |
| 1993    |                                              |                  |                                           | 0                   |
| 1994    |                                              |                  |                                           | 0                   |
| 1995    |                                              |                  |                                           | 0                   |
| 1996    | Houffalize, Mont-Sainte-Anne, Eindklassement | EK               |                                           | 3                   |
| 1997    | Boedapest, Annecy                            |                  |                                           | 2                   |
| 1998    | Bromont                                      | WK, EK, FK       | Roc d'Azur                                | 5                   |
| 1999    | Houffalize                                   |                  | Roc d'Azur                                | 2                   |
| 2000    | Sankt Wendel                                 |                  |                                           | 1                   |
| 2001    |                                              |                  |                                           | 0                   |
| 2002    |                                              | FK               | Boucles de l'Océan, Route de l'Atlantique | 3                   |
| 2003    |                                              |                  |                                           | 0                   |